# Esteban Zaccaria
Esteban Zaccaria fue el hermano más joven del último príncipe de Acaya, Centurión II Zaccaria, y arzobispo latino de Patras desde 1404 hasta su muerte en 1424.

## Biografía
Esteban era el más joven de los cuatro hijos de Andrónico Asen Zaccaria, gran condestable de Acaya y barón de Chalandritsa y Arcadia. En 1404, fue elegido como arzobispo latino de Patras. En abril de 1404, el hermano mayor de Esteban Centurión II Zaccaria consiguió reemplazar a su tía, María II Zaccaria, como gobernante del Principado de Acaya.
A pesar de su parentesco, Centurión y Esteban no siempre fueron aliados: en 1406-1407, Esteban se alió con Carlo I Tocco y el déspota bizantino de Morea, Teodoro I Paleólogo, en intentos fallidos de este último para derrocar a Centurión y capturar sus dominios. En 1408 Esteban, amenazado por las incursiones otomanas en el Peloponeso y haciendo frente a las dificultades financieras, decidió arrendar la administración de Patras a la República de Venecia durante cinco años a cambio de una cuota anual de mil ducados. Este movimiento adecuaba los intereses estratégicos de la República, ya que junto a Lepanto, Patras le daba el control de la entrada del golfo de Corinto. En 1418, amenazado por los avances de los bizantinos en Mesenia, Esteban recurrió una vez más a Venecia por protección, pidiendo a Venecia para enviar tropas de Negroponte a la guarnición de Patras. La República aceptó, pero las tropas venecianas tuvieron que retirarse en 1419 debido a la oposición del Papa, que estaba preocupado de que Patras, que era una posesión de la Iglesia, cayera en manos venecianas.
Ante las renovadas ofensivas de los bizantinos, a principios de 1422, tanto Centurión como Esteban contactaron con los Caballeros Hospitalarios, ofreciendo entregar sus dominios a ellos, pero los hospitalarios se negaron citando sus dificultades contra los otomanos en el sureste del mar Egeo. Venecia luego trató de intervenir y comprar todo el Peloponeso a los distintos gobernantes, o al menos organizar una eficaz liga contra la amenaza otomana, pero las negociaciones en 1422-1423 no consiguieron ningún resultado.
El 8 de enero de 1424, en su lecho de muerte, Esteban colocó a Patras bajo la protección de Venecia, pero el Papa, que continuaba oponiéndose a la creciente influencia de Venecia en la zona, nombró a Pandolfo Malatesta como sucesor de Esteban en lugar de un clérigo veneciano. Cinco años después, Patras caería ante el déspota de Morea, Constantino Paleólogo.